# فيدار إيفنسن
فيدار إيفنسن (بالنرويجية البوكمول: Vidar Evensen)‏ هو لاعب كرة قدم نرويجي في مركز الدفاع، ولد في 13 يوليو 1971 في تروندهايم في النرويج. لعب مع نادي سترومسغودست ونادي لين وويدزي لودز.

## وصلات خارجية
- فيدار إيفنسن على موقع قاعدة بيانات كرة القدم.إي يو (الإنجليزية)